# Śniatyn (stacja kolejowa)
Śniatyn (ukr.: Снятин) – stacja kolejowa w Chutir-Budyliw, w rejonie kołomyjskim, w obwodzie iwanofrankiwskim, na Ukrainie na linii Lwów – Czerniowce. Zarządzana przez Kolej Lwowską.

## Historia
Stacja powstała w XIX w., w czasach austro-węgierskich, na drodze żelaznej lwowsko-czerniowiecko-suczawskiej, pomiędzy stacjami Zabłotów i Niepołokowce.
W II Rzeczypospolitej nosiła nazwę Śniatyn-Załucze. Była stacją graniczną na granicy z Rumunią z obsługą ruchu transgranicznego. Na stacji odprawiane były wagony m.in. z Berlina, Ostendy, Wiednia, Warszawy czy Pragi do Bukaresztu. Stacją graniczną po stronie rumuńskiej była Grigore Ghica Vodă.
14 grudnia 1938 uroczyście poświęcono nowy budynek stacji Śniatyn.
Ze stacji Śniatyn-Załucze 15 września 1939 odprawiono do Rumunii pociąg z ponad 80 tonami złota Banku Polskiego, które wcześniej różnymi drogami zwieziono na stację i przeładowano do wagonów. Naczelnik stacji Emil Brzezicki za wzięcie udziału w tej akcji został aresztowany, a następnie zastrzelony przez NKWD.
Po II wojnie światowej stacja straciła swój nadgraniczny charakter.